# Casa consistorial de San Sebastián
La casa consistorial de San Sebastián, antiguamente el Gran Casino de San Sebastián es el edificio sede del Ayuntamiento de San Sebastián, España.

## Historia y características
El edificio fue construido inicialmente para albergar el casino de la ciudad, un importante destino veraniego. El concurso premiado para el proyecto fue el de los arquitectos Adolfo Morales de los Ríos y Luis Aladrén Mendivil. La construcción tuvo lugar entre 1882 y 1887; fue inaugurado como casino el 1 de julio de 1887.
Al inicio de la guerra civil, los sublevados se atrincheraron en el edificio, aunque fueron desalojados por milicianos y fieles a la República tras duros combates.
Fruto de este enfrentamiento, aún son visibles las huellas de los disparos en la fachada que da al Boulevard.
Tras revertir la concesión a manos municipales, fue inaugurado como nueva casa consistorial el 20 de enero de 1947, experimentando algunas reformas. La construcción responde a un estilo ecléctico.
Fue declarado monumento histórico artístico, antecedente de la figura de bien de interés cultural, en 1984.